# タミル系シンガポール人
タミル系シンガポール人  の多くは南インドのタミルナドゥ州とポンディシェリ連邦直轄領の出身であり、中にはスリランカ出身の者もいる  。 シンガポールは、タミルナドゥ州からの移民の中で最も人気の移住先として浮上しつつある。ある調査によると、2015年には220万人のタミルナドゥ州出身のタミル人移民のうち、41万人がシンガポールに居住している 。

## 地位
タミル語はシンガポールにおける4つの公用語の1つである 。タミル語は、小学校から短期大学レベルまでのほとんどの公立学校で第二言語として使用されている。タミル語は、すべての主要な全国試験で試験可能な科目である。シンガポールには日刊のタミル語の新聞、タミル・ムラスがある。また、フルタイムのラジオ局Oli96.8FMと、本格的なテレビチャンネルヴァサンサムがある 。

## リトル・インディア
リトル・インディアはシンガポールの東部に位置するインド人街であり、タミル人の文化遺産制度を継承している。

## 参照
- インド系シンガポール人
- タミル人ディアスポラ